# Лілль (футбольний клуб)
Лілль (фр. Lille Olympique Sporting Club) — професіональний французький футбольний клуб з міста Лілль.

## Історія

### Початок історії
Футбольний клуб «Лілль» був утворений після злиття лілльського «Олімпіка» та клубу «Фів», двох команд з міста Лілль, що одночасно виступали у вищому французькому дивізіоні. «Лілль» одразу ж вийшов на провідні позиції у Франції. У 1945-55 роках «Лілль» двічі стає чемпіоном та чотири рази здобуває срібло чемпіонату Франції, а також сім разів виходить у фінал Кубка Франції, здобувши при цьому п'ять Кубків. Однак з 1955 року почався занепад команди і виліт у Другий дивізіон. Лише у 1970-х роках «Лілль» оговтався і повернувся до еліти. Однак клуб був приречений на, як кажуть у Франції, йо-йо між 1 та 2 дивізіонами.

### Кінець ХХ
У 1980-90-х роках «Лілль» став середняком Першого дивізіону, час від часу вилітаючи у Другий дивізіон. Неабиякий прогрес «Лілля» фани побачили у 1999-2002 роках, одразу після того, як нова влада міста знайшла фінансування для футбольної команди. «Лілль» пробивається до Ліги чемпіонів, звідки вилітає у Кубок УЄФА і там продовжує достойний виступ. «Лілль» двічі проходить до однієї восьмої Кубка УЄФА і кладе у свою скарбницю трофеїв Кубок Інтертото.

### Початок ХХІ століття
Друга спроба у Лізі чемпіонів у 2005 році знову завершується на груповій стадії. У 2006 році «Лілль» знову виступає у Лізі чемпіонів і стає першою французькою командою, яка переграла «Мілан» на його полі. «Лілль» пройшов до однієї восьмої, де поступився «Манчестер Юнайтед». Успішний сезон 2005-06 поповнився бронзою чемпіонату Франції.
У 2007-08 команду покинули численні лідери. Навіть після підсилення нідерландським нападником Патріком Клюйвертом, «Лілль» втрачає позиції у Чемпіонаті Франції. Через рік клуб покидає чергова група гравців основного складу. Ціла низка футболістів впродовж кількох років переходила з «Лілля» у «Ліон», що, ймовірно, зумовлено добрими відносинами президентів двох клубів.
У сезоні 2008-09 «Лілль» посів 5-е місце в чемпіонаті, що дало команді право взяти участь у Лізі Європи наступного сезону. У тому розіграші турніру французька команда дійшла до 1/8 фіналу, де за сумою результатів двох матчів (1:0 і 0:3) поступилася дорогою англійському «Ліверпулю».
А вже у сезоні 2009-2010 «Лілль» повертається у групу лідерів завершивши чемпіонат  на 4-му місці і знову вийшов в єврокубки. В Лізі Європи 2010-11 «доги» знову змогли вийти з групи, але програли в 1/16 фіналу голландському ПСВ (2:2, 1:3). На внутрішній же арені сезон вийшов ще найвдалішим. Перемігши 19 квітня 2011 року в півфіналі Кубка Франції «Ніццу», «Лілль» вперше з 1955 року пробився до фіналу цього турніру. 14 травня команда Руді Гарсії на стадіоні «Стад де Франс» переграла столичний «Парі Сен-Жермен» та стала володарем національного кубка. У чемпіонаті 2010—2011 «Лілль» перебував серед лідерів, з 13-го туру не опускався нижче 2-го місця. Зігравши в 37-му турі внічию все з тим же ПСЖ, команда Гарсії за тур до закінчення чемпіонату забезпечила собі чемпіонський титул (третій в історії та перший з 1954 року).
Після сезону 2012-2013 головним тренером став Рене Жирар. На цьому посту спеціаліст замінив Руді Гарсію, який очолив італійську Рому.
Протягом чемпіонату 2013-2014 команда постійно перебувала у зоні єврокубків і в підсумку посіла 3-тє місце, що дозволило зіграти у кваліфікації Ліги Чемпіонів. Головною запорукою успіху можна назвати гру голкіпера Вінсента Еньєама, який видав неймовірну суху серію довжиною в 11 матчів (1063 хвилини), ледь не побивши рекорд воротаря Бордо початку 90-х Гаетана Юара.
Сезон 2014/2015 розпочався із кваліфікаційних матчів Ліги Чемпіонів. Лілль успішно пройшов 3-й раунд, у двоматчевому протистоянні подолавши швейцарський Грассхоппер (2:0 перемога в гостях та нічия 1:1 вдома). Наступним суперником перед груповим турніром ЛЧ став португальський Порту, який переконливо розібрався з французьким суперником, відправивши Лілль до Ліги Європи. Команда Рене Жірара поступилась і вдома (0:1) і в гостях (0:2).
В груповому раунді ЛЄ Лілль в шести матчах набрав 4 очки і посів останнє місце. А чемпіонат команда закінчила на 8-му місці.

### 2015 — наш час
У травні 2015 року після відставки Рене Жирара новим головним тренером клубу став Ерве Ренар. Угода з 46-річним французьким фахівцем розрахована до кінця сезону-2017/18.
11 листопада на офіційному сайті клубу було оголошено про розірвання конракту з Ренаром. В повідомленні містились причини такого рішення: «Шістнадцяте місце Лілля в турнірній таблиці після тринадцяти зіграних поєдинків не відповідає цілям клубу».
22 листопада на офіційному сайті клубу оголосили, що головним тренером «догів» буде Фредерік Антонетті.
У січні 2017 Мішель Сейду продав клуб люксембурзькому бізнесменові, колишньому власнику команди Формули-1 Жерару Лопесу. В останньому матчі Сейду як президента «Лілль» обіграв в 1/32 Кубка Франції «Ексельсіор» 4–1.

## Поточний склад
Станом на 26 липня 2025
| №  | Поз. | Нац.     | Гравець                 |
| -- | ---- | -------- | ----------------------- |
| 1  | ВР   | Бельгія  | Арно Бодар              |
| 2  | ЗХ   | Алжир    | Аїсса Манді             |
| 3  | ЗХ   | Бельгія  | Натан Нгой              |
| 4  | ЗХ   | Бразилія | Александро              |
| 5  | ЗХ   | Швеція   | Габріель Гудмундссон    |
| 6  | ПЗ   | Алжир    | Набіль Бенталеб         |
| 7  | ПЗ   | Ісландія | Гакон Арнар Гаральдссон |
| 9  | НП   | Франція  | Олів'є Жіру             |
| 11 | НП   | Марокко  | Осаме Саграуї           |
| 12 | ЗХ   | Бельгія  | Тома Меньє              |
| 14 | НП   | Норвегія | Маріус Броголм          |
| 16 | ВР   | Франція  | Марк-Орель Каілар       |
| 17 | ПЗ   | ДР Конго | Нгалаєль Мукау          |
| 18 | ЗХ   | Франція  | Бафоде Діакіте          |

| №  | Поз. | Нац.       | Гравець                |
| -- | ---- | ---------- | ---------------------- |
| 19 | НП   | Бельгія    | Матіас Фернандес-Пардо |
| 21 | ПЗ   | Франція    | Бенжамен Андре         |
| 22 | ЗХ   | Португалія | Тьягу Сантуш           |
| 23 | ПЗ   | Косово     | Едон Жегрова           |
| 26 | ПЗ   | Португалія | Андре Гомеш            |
| 27 | НП   | Португалія | Феліш Коррейя          |
| 29 | ПЗ   | Франція    | Етан Мбаппе            |
| 30 | ВР   | Франція    | Люка Шевальє           |
| 32 | ПЗ   | Франція    | Аюб Буадді             |
| 36 | ЗХ   | Франція    | Усман Туре             |
|    | ЗХ   | Португалія | Рафаел Фернандіш       |
|    | НП   | Гвінея     | Мохамед Байо           |
|    | НП   | Португалія | Тьягу Мораіш           |

## Досягнення
- Чемпіон Франції (4): 1946, 1954, 2011, 2021
- 2-е місце: 1948, 1949, 1950, 1951, 2005, 2019
- 3-є місце: 1952, 2001, 2006, 2012, 2014
- Володар Кубка Франції (6): 1946, 1947, 1948, 1953, 1955, 2011
- Фіналіст Кубка Франції: 1945, 1949
- Фіналіст Кубка ліги: 2016
- Володар Суперкубка Франції (1): 2021
- Переможець Кубка Інтертото: 2004

## Відомі футболісти
| Франція - Ерік Абідаль - Стефан Адам - Жоселін Анґлома - Жан Баратт - Філіпп Бержеру - Матьє Бодмер - Д'єзон Бутуаль - Бруно Шейру - Бенуа Шейру - Паскаль Сіґан - Маттьє Дельп'єрр - Жан-Франсуа Домерґ - Івон Дуї - Бернар Лама - Бернар Пардо - Крістіан Перес - П'єр Племелдін - Шарлі Самуа - Антуан Сіб'єрскі - Амара Сімба - Жерар Солер - Марсо Соммерлінк - Андре Страпп - Жан Венсан - Ґреґорі Вімбе Албанія - Едвін Мураті Вірменія - Ерік Ассадурян Австралія - Френк Фаріна - Міле Стерйовскі | Бельгія - Філіпп Десме - Ервін Ванденберг - Стефан ван дер Хейден - Кевін Міральяс - Еден Азар (2007-2012) Болгарія - Владімір Манчєв Камерун - Жан Макун Кот-д'Івуар - Кадер Кейта - Саломон Калу (2012-2014) Заїр - Ґастон Мобаті Угорщина - Ґеза Месьої Данія - Пер Франдсен - Якоб Фрііс-Хансен - Мікаель Міо Нільсен - Кім Вільфорт - Міккель Бекк - Сімон К'єр (2013-2015) Гана - Абеді Пеле Греція - Евстафіос Тавларідіс Гвінея - Сулейман Юла | Марокко - Салаеддін Бассір Нідерланди - Патрік Клюйверт (2007-2008) Сенегал - Мусса Соу (2010-2012) Словенія - Міленко Ачімовіч Нігерія - Пітер Одемвінгіе (2005-2007) Туреччина - Енгін Верел Швеція - Кеннет Андерссон Югославія - Славолюб Муслін - Жарко Оларевіч - Боро Пріморац - Душан Савіч Швейцарія - Даніель Жигакс - Стефан Ліхтштайнер (2005-2008) |

## Галерея

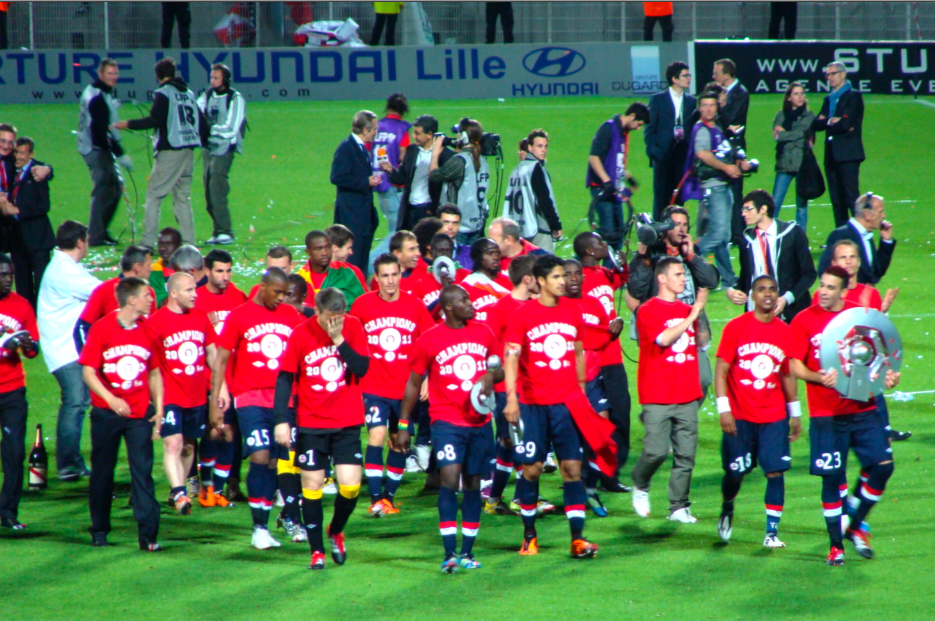
Футболісти «Ліля» святкують перемогу у чемпіонаті Франції. 29 травня 2011 року
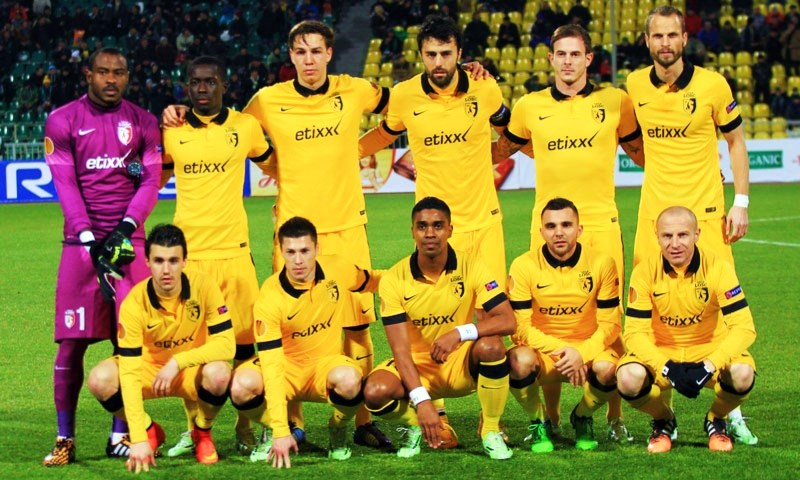
Склад команди у 2014 році